# Nolosia marmorata
Nolosia marmorata är en fjärilsart som beskrevs av George Francis Hampson 1900. Nolosia marmorata ingår i släktet Nolosia och familjen tofsspinnare. Inga underarter finns listade i Catalogue of Life.